# Liste der Baudenkmale in Ganzlin
In der Liste der Baudenkmale in Ganzlin sind alle Baudenkmale der Gemeinde Ganzlin (Landkreis Ludwigslust-Parchim) und ihrer Ortsteile aufgelistet (Stand: Januar 2021).

## Legende
In den Spalten befinden sich folgende Informationen:
- ID-Nr: Die Nummer wird von den Denkmalämtern der Landkreise vergeben. Wenn sie nicht bekannt ist, bleibt die Spalte leer. In dieser Spalte kann sich zusätzlich das Wort Wikidata befinden, der entsprechende Link führt zu Angaben zu diesem Denkmal bei Wikidata.
- Lage: die Adresse des Denkmales und die geographischen Koordinaten.
Link zu einem Kartenansichtstool, um Koordinaten zu setzen. In der Kartenansicht sind Denkmale ohne Koordinaten mit einem roten bzw. orangen Marker dargestellt und können in der Karte gesetzt werden. Denkmale ohne Bild sind mit einem blauen bzw. roten Marker gekennzeichnet, Denkmale mit Bild mit einem grünen bzw. orangen Marker.
- Bezeichnung: Bezeichnung, so wie sie in den offiziellen Listen der Denkmalämter steht. Ein Link hinter der Bezeichnung führt zum Wikipedia-Artikel über das Denkmal. Wenn die Bezeichnung der Denkmalämter inhaltlich fehlerhaft ist, ist in der Spalte „Beschreibung“ darauf hinzuweisen.
- Beschreibung: Beschreibung des Denkmales
- Bild: ein Bild des Denkmales und gegebenenfalls einen Link zu weiteren Fotos des Denkmals im Medienarchiv Wikimedia Commons

## Ganzlin
| ID | Lage                       | Bezeichnung                                      | Beschreibung | Bild                                        |
| -- | -------------------------- | ------------------------------------------------ | --- | ------------------------------------------- |
|    | (Karte)                    | Bahnhof mit Empfangsgebäude und Funktionsgebäude | | Weitere Bilder                              |
|    | Am Bahnhof 2 (Karte)       | Brennerei mit Schornstein und Nebengebäuden      | | Brennerei mit Schornstein und Nebengebäuden |
|    | (Karte)                    | Kirche mit Trockenmauer                          | Die wurde 1905 erbaut. Es ist Backsteinbau mit eingezogenen Chor und einem Westturm. Im Inneren befindet sich ein Mittelschrein eines Flügelaltars aus dem Ende des 15. Jahrhunderts. Dargestellt ist Anna Selbritt mit dem Hl. Georg und einer weiblichen Heiligen. | Kirche mit Trockenmauer                     |
|    | B 103 (Richtung Meyenburg) | Meilenstein                                      | |                                             |
|    | Röbeler Straße (Karte)     | Kriegerdenkmal 1914/18                           | | Kriegerdenkmal 1914/18                      |
|    | am Bahnübergang (Karte)    | Speicher                                         | | Speicher                                    |

## Gnevsdorf
| ID | Lage                                           | Bezeichnung                      | Beschreibung | Bild                   |
| -- | ---------------------------------------------- | -------------------------------- | --- | ---------------------- |
|    | (Karte)                                        | Kirche mit Trockenmauer          | Der Neugotischer Backsteinbau wurde von 1897 nach Plänen von Gotthilf Ludwig Möckel mit einem einschiffigem Langhaus, Chor mit 5/8-Schluss und quadratischen Westturm mit achtseitigem Spitzhelm erbaut. Im Sakristeianbau befindet sich ein Schnitzaltar aus dem zweiten Viertel des 16. Jahrhunderts. Dargestellt ist eine Kreuzigung, in den Flügel befindet sich Heilige unter anderem Anna selbdritt und Petrus. | Weitere Bilder         |
|    |                                                | Kriegerdenkmal 1914/18           | | Kriegerdenkmal 1914/18 |
|    | B 103 zw. Ganzlin und Dresenow im Wald (Karte) | Meilenstein                      | Mecklenburg-Schweriner Rundsockelstein an der B 103 zwischen Ganzlin und Dresenow im Wald in Ganzlin OT Gnevsdorf | Meilenstein            |
|    | Steinstraße 18 (Karte)                         | Pfarrhaus, Stall, Feldsteinmauer | |                        |
|    | Steinstraße (Karte)                            | Spritzenhaus                     | | Spritzenhaus           |
|    | Steinstraße/Klosterstraße (Karte)              | Wegweiser                        | | Wegweiser              |

## Twietfort
| ID | Lage | Bezeichnung                           | Beschreibung | Bild |
| -- | ---- | ------------------------------------- | ------------ | ---- |
|    |      | Wassermühle mit Stall, Arche und Wehr |              |      |
|    |      | Forsthaus und Stall                   |              |      |

## Klein Dammerow
| ID | Lage                    | Bezeichnung | Beschreibung | Bild     |
| -- | ----------------------- | ----------- | --- | -------- |
|    | Quaßliner Weg 8 (Karte) | Gutshaus    | 1-gesch. Pächterhaus von 1893 der Landesdomäne mit 2-gesch. Zwerchgiebel und Krüppelwalmdach; heute Gruppen- und Seminarhaus mit kleinem Park. | Gutshaus |

## Retzow
| ID | Lage                    | Bezeichnung                         | Beschreibung | Bild                    |
| -- | ----------------------- | ----------------------------------- | --- | ----------------------- |
|    | Am Dorfplatz 48 (Karte) | Wohnhaus                            | |                         |
|    | Am Dorfplatz 49 (Karte) | Wohnhaus                            | |                         |
|    |                         | Gedenkstein für die Kollektivierung | |                         |
|    | Dorfstraße              | Wegweiser                           | |                         |
|    | (Karte)                 | Kirche mit Trockenmauer             | Fachwerkkirche aus der 2. Hälfte des 17. Jahrhunderts; Innen: Altaraufsatz und Kanzel vom 16. Jh., Kirchengestühl von 1667. | Kirche mit Trockenmauer |
|    | auf dem Friedhof        | Kriegerdenkmal 1914/18              | | Kriegerdenkmal 1914/18  |

## Wangelin
| ID | Lage                         | Bezeichnung                       | Beschreibung | Bild                              |
| -- | ---------------------------- | --------------------------------- | ------------ | --------------------------------- |
|    | Dorfstraße 8 (Karte)         | Bauernhaus                        |              | Bauernhaus                        |
|    | Dorfstraße 9 (Karte)         | Bauernhaus                        |              |                                   |
|    | Dorfstraße 10 (Karte)        | Wohnhaus und 3 Wirtschaftsgebäude |              | Wohnhaus und 3 Wirtschaftsgebäude |
|    | Dorfstraße 12 (Karte)        | Bauernhaus und Stall              |              | Bauernhaus und Stall              |
|    | Dorfstraße 13 (Karte)        | Wohnhaus                          |              | Wohnhaus                          |
|    | Dorfstraße 23 (Karte)        | Wohnhaus                          |              | Wohnhaus                          |
|    | Dorfstraße                   | Kriegerdenkmal 1914/18            |              | Kriegerdenkmal 1914/18            |
|    | Vietlübber Straße 36 (Karte) | Wohnhaus und 2 Scheunen           |              |                                   |

## Wendisch Priborn
| ID | Lage                    | Bezeichnung               | Beschreibung | Bild                      |
| -- | ----------------------- | ------------------------- | --- | ------------------------- |
|    | (Karte)                 | Kirche mit Feldsteinmauer | Die Fachwerkkirche stammt aus dem Jahr 1691. Es ist ein Saalbau mit einem Westturm mit Zwiebelhaube. Im Inneren befindet sich ein Kanzelaltar aus dem Jahr 1670, der Beichtstuhl ist von 1674. | Kirche mit Feldsteinmauer |
|    | auf dem Friedhof        | Kriegerdenkmal 1914/18    | | Kriegerdenkmal 1914/18    |
|    | Bahnhofstraße 6 (Karte) | Schule, ehem.             | | Schule, ehem.             |
|    | B 103 nördlich (Karte)  | Meilenstein               | Mecklenburg-Schweriner Rundsockelstein an der B 103 in Ganzlin nördlich von Wendisch Priborn                                                                                                   | Meilenstein               |
|    | B 103 südlich (Karte)   | Meilenstein               | Mecklenburg-Schweriner Rundsockelstein an der B 103, an der Landesgrenze zwischen Mecklenburg-Vorpommern und Brandenburg in Ganzlin südlich von OT Wendisch Priborn                            | Meilenstein               |